# Карчмисько
Карчмисько (пол. Karczmisko) — село в Польщі, у гміні Чарна-Білостоцька Білостоцького повіту Підляського воєводства.
Населення — 97 осіб (2011).
У 1975-1998 роках село належало до Білостоцького воєводства.

## Демографія
Демографічна структура станом на 31 березня 2011 року:
|          | Загалом | Допрацездатний вік | Працездатний вік | Постпрацездатний вік |
| -------- | ------- | ------------------ | ---------------- | -------------------- |
| Чоловіки | 55      | 21                 | 31               | 3                    |
| Жінки    | 42      | 4                  | 24               | 14                   |
| Разом    | 97      | 25                 | 55               | 17                   |